# Benita Haastrup

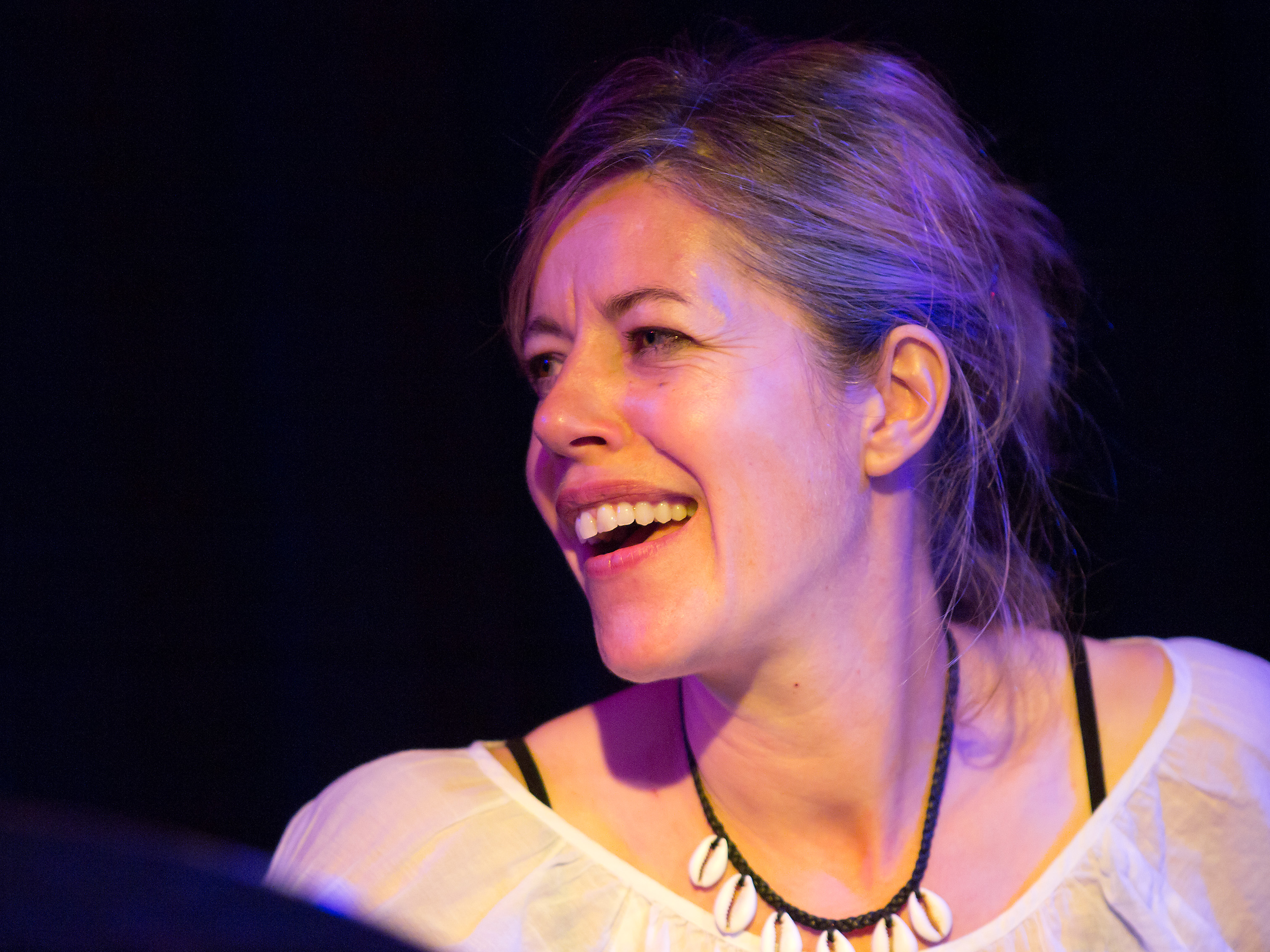
Benita Haastrup bei einem Konzert mit Susi Hyldgaard in der Münchner Unterfahrt 2011

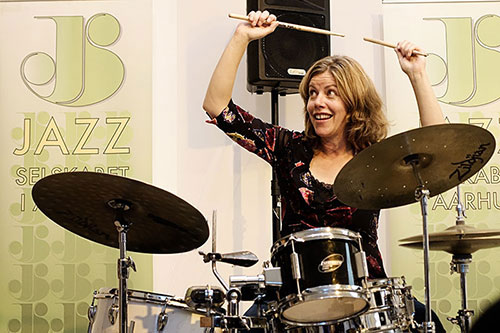
Benita Haastrup (2015) in Aarhus, Dänemark
Foto Hreinn Gudlaugsson

Benita Haastrup (* 1964) ist eine dänische Jazz-Schlagzeugerin und Perkussionistin.

## Leben und Wirken
Haastrup absolvierte 1992 ihr Studium am Rytmisk Musikkonservatorium. Lange Zeit spielte sie in den Orchestern von Finn Ziegler und Richard Boone. Sie arbeitete u. a. mit Maj-Britt Kramer, Elly Wright, Andy Sheppard, John Tchicai und Simon Spang-Hanssen sowie bei Marius Neset, Fredrik Kronkvist und Magnus Hjorth. Bei der Verleihung des Jazzpar-Preises trat sie mit Muhal Richard Abrams, John Tchicai und Pierre Dørge auf.
Unter eigenem Namen legte Haastrup 2009 das Album Sunrise vor. Sie gehörte zum (zeitweise zum Sextett erweiterten) Trio The Sophisticated Ladies, mit dem sie mehrere Alben (auch mit Christina Dahl) vorlegte und auch in Ostafrika auf Gastspielreise war. Mit Marilyn Mazurs im Jahr 2000 gegründeter Gruppe Percussion Paradise tourte sie 2005 und 2006 in Deutschland und Österreich.
1998 erhielt sie den Ben Webster Prize. Seit 2004 lehrt sie am Rytmisk Musikkonservatorium in Kopenhagen.

## Diskographische Hinweise
- Elly Wright: Listen To My Plea (Groove Records, 1991)[4]
- John Tchicai & Yusef Komunyakaa: Love Notes from the Madhouse (8th Harmonic Breakdown, 1998)
- Maj-Britt Kramer: Something About Heroes (Stunt Records, 1999)
- Marilyn Mazur: All the Birds (Stunt Records, 2002)
- Mazel: Mazel Un Brukhe (Kjuchek Records, 2004)